# シャンマーシュ
シャンマーシュ（ヘブライ語: שַׁמָּשׁ šammāš, アシュケナジム式：shammosh, shammesh）とはヘブライ語で奉仕者を意味する言葉。次の意味で使用される：
- シナゴーグの管理人
- ハヌッキーヤーの中央にある灯台の名称

太陽を意味するヘブライ語シェメシュ（שֶׁמֶשׁ shemesh）、対応するアッカド語のシャマシュ、アラビア語のシャムスなどとは関連があるか不明。
シムショーン（サムソン）、シムシャー（窓ガラス）などもこの派生形である。

## シナゴーグのシャンマーシュ
ケヒッラーやシナゴーグにおいて、礼拝へ呼び集めること、情報伝達、金品分配などの役割を果たし、ラビ・ハッザーンと共に祝儀に与った。

## ハヌッキーヤーのシャンマーシュ
ハヌッキーヤーに9本の燭台があるが、その中央の高くなっている部分の名称。